# Hogna magnosepta
Hogna magnosepta este o specie de păianjeni din genul Hogna, familia Lycosidae. A fost descrisă pentru prima dată de Guy, 1966.
Este endemică în Morocco. Conform Catalogue of Life specia Hogna magnosepta nu are subspecii cunoscute.